# مک-۱۰
مک-۱۰ (به انگلیسی: MAC-10) یک سلاح با فشنگ ۴۵. است که توسط گوردن اینگرام ساخته شده‌است تفنگی مخصوص آمریکا است؛ مک-۱۰ نام‌های متفاوت زیادی مانند ام۱۰ و … داشته‌است.